# Sundsvalls högre allmänna läroverk
Sundsvalls högre allmänna läroverk var ett läroverk i Sundsvall verksamt från 1858 till 1968.

## Historia
Det har funnits skola i Sundsvall från 1633, 1724 benämndes den pedagogi. 1820 ombildades skolan till en lägre lärdomsskola och 1858 till ett lägre elementarläroverk från 1879 namnändrat till Sundsvalls högre allmänna läroverk.
1953 inleddes en pedagogisk försöksverksamhet och enhetsskolan infördes. Gymnasieskolan kommunaliseras 1966 och skolan namnändrades till Hedbergska skolan. Studentexamen gavs från 1881 till 1968 och realexamen från 1907 till 1955.

## Skolbyggnader
1726 uppfördes en byggnad vid nuvarande Stora torget. 1770 började ett nytt skolhus användas. 1807 uppfördes ett nytt skolhus norr om ån efter branden 1803. 1810 flyttades undervisningen till rådhuset. 1842 fanns skolan i en byggnad vid hörnet Varvsgränd och Kyrkogatan, åtta år senare flyttade skolan in i nybyggda lokaler på samma tomt.
Staden beslutade 1879 att uppföra en ny skolbyggnad och grosshandlare A.P. Hedberg sköt till medel för dess nybyggnad. Staden utlyste en tävling till vilken 13 förslag inlämnades, där vinnare Anselm Liljeström sedan tilldelades uppdraget.
1886 invigdes det nya läroverket på skolans nuvarande plats vid Skolhusallén. På förslag var att skolan skulle kallas Katedralskolan eftersom den låg granne med Gustav Adolfs kyrka, men den kom sedermera att kallas Hedbergska skolan efter sin donator. Efter branden 1888, då staden låg i ruiner, var skolan en av de ytterst få kvarstående byggnaderna.
1927 förlängdes skolbyggnaden genom att två flyglar byggdes. 1962-64 skedde ytterligare en tillbyggnad. Man byggde då bland annat en nya aula, nya administrationslokaler, ny matsal och en central kapphall.

## Bemärkta elever
Följande persomer har varit elever på läroverket:
- C.-H. Hermansson, partiledare
- Peter Kihlgård, författare
- Enn Kokk, journalist
- Marianne Nivert, företagsledare
- Eric Sällvin, journalist